# Marek Car
Marek Car (ur. 8 lipca 1953, zm. 22 marca 1997) – polski dziennikarz, popularyzator Internetu. Zginął tragicznie w wypadku samochodowym niedaleko Bodzanowa koło Płocka wraz z córką Anną.

## Życiorys
Redaktor miesięcznika „Komputer”, współzałożyciel tygodników „ComputerWorld Polska” oraz „BOSS-Komputer”. Jeden z twórców komputerowej sieci Fidonet, założyciel i prezes stowarzyszenia Polska Społeczność Internetu, członek Rady Fundacji Pomocy Matematykom i Informatykom Niesprawnym Ruchowo. Pomysłodawca Forum Teleinformatyki i Przewodniczący Rady Programowej kilku pierwszych edycji Forum. Współtwórca Internet dla Szkół (IdS) i Internet dla Niepełnosprawnych (IdN), współtwórca polskiego portalu internetowego Polska OnLine. Autor rozwinięcia angielskiego skrótu WWW – Wszechnica Wiedzy Wszelakiej.

### Działalność publiczna
Pełnomocnik Premiera ds. Informatyki w rządzie premiera Waldemara Pawlaka. Wraz z dymisją gabinetu, 10 lutego 1995 złożył rezygnację z zajmowanego stanowiska, tłumacząc jej powody tym, że "był pełnomocnikiem premiera, co łatwo można przetłumaczyć jako – pełnomocnikiem tego premiera". Po swojej rezygnacji został powołany na stanowisko dyrektora Biura Informatyki URM. W tym czasie pełnił również funkcję przewodniczącego Rady Koordynacyjnej ds. Teleinformatyki, złożonej z przedstawicieli administracji rządowej.
Od roku 2002 w czasie trwania Forum Teleinformatyki przyznawana jest Nagroda im. Marka Cara za wybitne osiągnięcia w działalności na polu teleinformatyki w Polsce, ze szczególnym uwzględnieniem efektów społecznych nagradzanej działalności.